# Neurocalyx championii
Neurocalyx championii är en måreväxtart som beskrevs av George Bentham och George Henry Kendrick Thwaites. Neurocalyx championii ingår i släktet Neurocalyx och familjen måreväxter. Inga underarter finns listade i Catalogue of Life.